# Сан Маурицио Канавезе
Сан Маурѝцио Канавѐзе (на италиански: San Maurizio Canavese; на пиемонтски: San Morissi, Сан Мориси) е град и община в Метрополен град Торино, регион Пиемонт, Северна Италия. Разположен е на 317 m надморска височина. Към 1 януари 2023 г. населението на общината е 10 276 души, от които 378 са чужди граждани.

## География, административно деление и население
Територията на общината има правилен геометричен профил, с едва забележими разлики в надморската височина.
Намира се на около 22 km северно от центъра на град Торино.
Популярна туристическа дестинация, благодарение както на забележителните природни атракции, които позволяват да се правят красиви и релаксиращи разходки сред зеленина, така и на ценното си историко-архитектурно наследство. Той е идеална отправна точка за регионалния парк „Мандрия“, характеризиращ се с богата флора и фауна и предлагащ възможност за гимнастически маршрути, природни пътеки и маршрути за конна езда.
Градът има четириъгълен план. 
Има следните подселища (на итал. frazioni) и местностиː Борла, Коломбрето, Мафей, Малангеро, Сан Маурицио, Санта Лучия. 
Граничи със следните 6 общиниː Сан Франческо ал Кампо, Чирие, Сан Карло Канавезе, Казеле Торинезе, Робасомеро, Лейни. 
Към 1 януари 2023 г. населението на общината е 10 276 души, от които 378 чужди граждани, сред които преобладават гражданите на Румъния – 164 души. Български граждани липсват.

## Топоним
Още през XI век в документите може да се прочете името "vicus de Sancto Mauritio", тъй като параклисът на замъка е посветен на Свети Маврикий – лидер на Тиванския легион.
На 10 август 1862 г. градският съвет решава да добави „Канавезе“ към тогавашното официално име „Сан Морицио“ поради историческата връзка, която има градът с тази област.
През 1938 г. Общината приема сегашното си име „Сан Маурицио Канавезе“.

## История
Древната територия на Сан Маурицио Канавезе е много по-голяма от сегашната и в нея влизат земите, ограничени от течението на потока Стура на юг и цялата Вауда ди Сан Франческо на север (която става независима община в края на XVIII век с името Сан Франческо ал Кампо).
В предримската древност районът вероятно е обитаван от келтско-лигурски племена. Някои артефакти, открити в града, принадлежат към късния римски период (голяма плочка, фрагмент от надгробен камък), както и топонимът „Стефанико“, показващ получателя на обработваемата земя от тази страна на Стура. По-късно обитаемото ядро понякога се нарича Лифиниаско, но още през XI век в документите може да се прочете името "vicus de Sancto Mauritio", тъй като параклисът на замъка е посветен на Свети Маврикий – лидер на Тиванския легион.
Едно от първите свидетелства, свързани с неговото съществуване, датира от 906 г., когато над него има юрисдикция маркиз Адалберт. Към средата на X век преминава към династията на Ардуините – семейство, което се установява в долината по това време. През 1091 г. попада в ръцете на маркграфовете на Монферат. В края на XIII век е част от Кастелания Чирие. След това той окончателно преминава към Савойската династия.
XIV век е запомнен с някои важни факти, като предоставянето на Статутите (1335 г.), изграждането на "bealere" (напоителните канали), мелниците, хартиените машини, цеховете за кожа. За селището Сан Маурицио 1335 г. е основнаː маркиза Маргарита Савойска отстъпва на общността земята, необходима за основаването на новия град, на кратко разстояние от стария, но снабдена с укрепления и отбранителни съоръжения, способни да защитят жителите от нападения и грабежи.
Преместването на дейности към новия център води до постепенното изчезване на първоначалното ядро и на замъка, който изглежда е бил в съседство с пиеве-то. Пиевето продължава да изпълнява функциите на енория до 1813 г., но все по-често свещените церемонии се празнуват в новата църква, поръчана от Дружествата на Светия кръст и на Корпус Домини и от населението. Тази църква е сегашното седалище на енорията Сан Маурицио Мартире.
През миналите векове селскостопанската дейност е, както навсякъде в малките градове, основният източник на препитание. Градът е съставен от квартали, които включват цивилни домове, навеси, конюшни, дворове, врати за карети; пещите и кладенците често са съсобствени. Едва от XVII век, когато са построени големите ферми, е възможно да се практикуват по-рентабилни методи в култивирането и животновъдството, като се възползват от огромните площи на земята и добрата възможност за напояване.
Сан Маурицио не може да се похвали с традиционна изработка; със занаяти и търговия се занимава нисък процент от жителите. Въпреки това наличието на хидравлична енергия благоприятства създаването на малки работилници, сега почти всички от които са изчезнали; често заетите в тези процеси извършват двойна работа, извършвайки едновременно семейно земеделие с помощта на жени и деца.
Култивирането и обработката на коноп, както и тази на коприната, представлява възможност за помощ за оскъдния семеен доход: това са дейности, които ангажират предимно работнички и все още позволяват придобиването на първите представи за „промишлен“ тип производство, което тогава намира своето естествено приложение в памучните фабрики от началото на ХХ век.
По време на Рисорджименто Сан Маурицио, заедно с Фенестреле, стават място за лишаване от свобода за войниците от Кралството на двете Сицилии, които отказват да положат клетва пред Виктор Емануил II Савойски. Настоящите изследвания позволяват да се оцени, въз основа на наличните документи, действителната последователност и реалност на военния лагер на Сан Маурицио.
През 1869 г. в експлоатация влиза железопътната гара Торино-Черес и тя е много полезна за придвижването на работници. Железопътната линия благоприятства значително развитието на работните дейности в долините и жителите на Сан Маурицио се адаптират към пътуването, най-вече към Торино.
По време на Втората световна война, в периода на германската окупация и Италианската социална република, проф. Карло Анджела, баща на телевизионния журналист Пиеро Анджела, а след това медицински директор на старческия дом за психични заболявания Вила „Турина Амионе“, предлага убежище на много евреи и антифашисти, фалшифицирайки медицинските им досиета, за да оправдае хоспитализацията им. При Освобождението той е назначен за кмет на Сан Маурицио Канавезе. От 3 юни 2003 г. улица в града носи името му, а на входа на клиниката, пред кметството, е поставена възпоменателна плоча.

## Икономика
Селското стопанство се основава на производството на зърнени култури, пшеница и фураж; има и говедовъдство и свиневъдство. Индустрията се състои от множество компании, работещи в следните сектори: хранително-вкусова, металургична, механична, електронна, строителна, текстилна, химическа, добив на дърво, пясък, чакъл и глина, обработка и консервиране на месо, кожени изделия, петролни рафинерии, каучук и производство на пластмаси, строителни материали, производство на камъни, автомобилни части и аксесоари, самолети и космически кораби, мотоциклети и велосипеди, бижута и мебели. Третичният сектор се състои от отделна търговска мрежа, както и набор от услуги, които включват банкиране, недвижими имоти и застраховане.

## Забележителности

### Религиозна архитектура

#### Енорийска църква „Свети мъченик Маврикий“
Енорийската църква (Chiesa parrocchiale di San Maurizio Martire) пази интересна мраморна украса от пиемонтски мрамор (1789 г.), която включва главния олтар и украсата на апсидата около олтара от Бартоломео Караволя, изобразяваща мъченичеството на Свети Маврикий и неговите другари. Последните архивни изследвания позволяват да се проследи целият мраморен апарат до разрушения торински Манастир на Анунциата (наричани също „Манастир на селестинските или тюркоазени монахини“ поради цвета на робите им), и до архитекта от Киери Марио Лудовико Куарини. До църквата е красивата камбанария, създадена от архитекта от Сан Маурицио Лодовико Бо: първите документи датират от 1764 г.
Прикрепена към църквата, но под общинска юрисдикция, е известната камбанарияː със своите 58 метра е една от най-високите кули в цяло Канавезе. Тя има ценна архитектура, която може да се припише на роденият в Сан Маурицио архитект Лудовико Бо, след това емигрира в савойския двор в Торино, където е доблестен продължител на делото на Филипо Ювара, завършвайки част от Ловния павилион на Ступиниджи. Строежът на монументалната камбанария започва през 1764 г. и изисква 15 години труд.

#### Параклис „Свети Рох“
Параклисът (Cappella di San Rocco) е построен като оброк на населението по време на чумата от 1630 г., въпреки че може би е основан по-рано. Фасадата показва просто оформление от XVIII век, с две странични пиластърни ленти и тимпан. Вътре има красив дървен олтар в бароков стил (1762 г.), идващ от разпуснатия францискански манастир. Отстрани на олтара има две фрески в реален размер, изобразяващи различни светци. Централната икона изобразява Свалянето на Христос от кръста със Свети Рох и Свети Себастиан до него.

#### Църква „Свети Грат“
Църквата (Chiesa di San Grato) се намира в подселище Малангеро. През XVII век заменя предишна сграда, посветена на Свети Юлий, и е издигната като енорийска през 1838 г. Фасадата е разделена от пиластри, увенчани с голям полукръгъл прозорец и тимпан. Интериорът е еднокорабен. В апсидата има овална картина със Свети Грат почитащ Пресвета Богородица. Има и статуи на самия светец и Свети Фирмин. Има малък орган от XIX век, който се смята за много ценен от ценителите.

#### Енорийска църква на Черета
Енорийската църква (Chiesa parrocchiale di Ceretta), по-рано посветена на Мадоната от Лорето, е вече спомената като селски параклис през 1556 г. Постоянно е разширявана, а през 1915 г. е призната за енорийска и е посветена на Пресветото име на Богородица. Цялостният вид на сегашната църква е резултат от работите от XIX век; органът е поставен над входната врата през 1921 г. Камбанарията също е възстановена, тъй като предишната е съборена през 1760 г. След това е възстановена елегантната фасада, разделена на три части с пиластри, като е премахнат малкият входен портал. Площадът и ректоратът зад него също претърпяват радикални промени.

#### Пиеве (стара църква)
Църквата (Pieve - Chiesa vecchia) – национален паметник от 1922 г., датира от XI век и представлява художествено-архитектурно съвършенство, добре познато на любителите на изкуството, известно преди всичко със стенописите, известни като „Цикъл на Сера“, поръчани през 1495 г. на Бартоломео и Себастиано Сера. В момента църквата има три нефа. Най-старото ядро се състои от романската камбанария, датираща от първата половина на XI век. След това тя претърпява различи промени в хода на историята: горната част на апсидата и част от висока зидария на северната стена на презвитерия могат да бъдат приписани на готическия период, рекомпозицията на някои олтари се дължи на Бароковия период, през XVIII век са изградени сводовете на страничните нефове и е добавена сакристията, а между XIX и XX век са създадени живописните декорации от фалшив мрамор.

#### Светилище на Снежната Мадона
Светилището (Santuario della Madonna della Neve) е по пътя към Черета и има проста фасада, предшествана от портик; овалния план е увенчан от красива камбанария. То е по-старо, отколкото може да се предположи от архитектурата му, тъй като се намира на път, който следва старите пътища за достъп до Долините; в архивните документи тя се нарича „Мадоната на пътя“. Благочестиво общество се погрижва за реставрацията на платното, което изобразява Свети Маврикий в акт на почит към Мадоната, докато на заден план е енорийската църква с нейната камбанария и буреносно небе.

#### Параклис „Свети Михаил“
Параклисът (Cappella di San Michele) е по протежение на пътя, който води до Малангеро. Той се споменава в документи още през XVIII век, който е част от комплекса на Вила „Виарана“. Планът е овален, стилът е Рококо (Късен барок). За съжаление изминалото време и претърпените кражби повлияват до голяма степен на красивия вид, който е имал в началото. Олтарът има горна част от резбовано и позлатено дърво. Голяма овална позлатена рамка, поддържана от две малки ангелчета, обхваща прекрасно платно от XVIII век, на което са изобразени Богородица в слава със светците Маврикий, Михаил, Лудвиг и Хиацинт. Стените и сводът са украсени с флорални мотиви. Пейките са проектирани така, че да следват овалната форма на плана. Местоположението на параклиса е такова, че да позволява достъп и присъствие на функции както от собствениците на вилата, така и от населението, което не е било принуждавано да минава вътре във вилата.

### Градска архитектура

#### Бял дворец – днешно кметство
Белият дворец (Palazzo Bianco) е бивш дом на графове Бианко от Сан Секондо, които през 1673 г. купуват владението на Барбания с баронска титла. Карло Джачинто Бианко от Барбания, голям благодетел и иконом на крал Карл Алберт Савойски-Каринян, умира в Торино през 1878 г. и оставя цялото си имущество на Салезианците на Дон Боско. Въпреки извършените ремонти за приспособяване на помещенията на сградата към офиси, до които се влиза от предната веранда, е видима добрата архитектура на цялата сграда. Реставрациите изваждат наяве древни касетни тавани, но остават малко доказателства за оригиналното обзавеждане.

#### Палат „Пасторис“
Палатът (Palazzo Pastoris) някога е бил собственост на едно от най-важните семейства в града. Днес е разделен между няколко собственици, но въпреки многобройните ремонти не е загубил елегантната аура на своите форми от XVIII век.

#### Вила „Пасерона“
Вилата (Villa Passerona) е от XVI век

#### Вила „Виарана“
Сан Маурицио Канавезе изглежда има много плодородна територия, богата на вода, което е позволило да се установят селскостопански дейности в района, отглеждането на черничеви дървета, от които произлиза промишленото богатство от XIX и началото на XX век. Вила „Виарана“ (Villa Viarana) представлява конкретно свидетелство за това богатство, което, родено като предачна фабрика за коприна в края на XVII век, през втората половина на XVIII век ще представлява социалния възход на сем. Виарана.
Вилата е поръчана от Джачинто Виарана на известния архитект Луиджи Барберис, който с елегантна практичност свързва новата сграда със старата предачна фабрика. Вилата е построена в периода 1769 – 1788 г. и е разположена на два етажа с централен корпус и две крила. Главната фасада е обърната към градината, на изток, и пред нея има вход, който днес не се използва, увенчан от кръгла арка. Арката, източната стена на парка и профилът на вилата съставляват предния план на картината, която градът предлага на погледа на пристигащите от Торино, преминаващи през околовръстния път бул. „Пиемонте“.

#### Паметник на падналите
Паметникът на падналите (Monumento ai Caduti) в градината пред общината, посветен на загиналите в Първата световна война жители на града и е издигнат през 1925 г.

## Култура
- Градска библиотека „Адриано Фангареджи“ː[24] основана на 29 септември 2003 г.[25] Предлага различни дейности, включително музикална лаборатория, управлявана от Фондация CSMC[26] – неин управител.

## Образование
- Три държавни и една частна детска градина
- Две начални държавни училища (за деца от 6 до 11 г.)
- Едно средно държавно училище (за деца от 11 до 13 г.)
- Училището от втора степен (от 9-и до 11-и или 12 клас вкл.) е в Чирие